# 모르비에 (치즈)
모르비에(프랑스어: morbier)는 프랑스의 소젖 치즈이다. 프랑슈콩테의 두, 앵, 쥐라 지역에서 생산되는 반연질 치즈이며, 이름은 쥐라주 모르비에 마을에서 따왔다. 중앙의 검은 띠와 부드러운 향미가 특징이다.

## 같이 보기
- 라클레트